# Ewa Chojecka
Ewa Sabina Chojecka (ur. 13 kwietnia 1933 w Bielsku) – polska historyk sztuki, profesor zwyczajny dr hab. nauk humanistycznych, członek Narodowego Komitetu Historii Sztuki i Komitetu Nauk o Sztuce Wydziału I Nauk Społecznych Polskiej Akademii Nauk. Specjalizuje się w  malarstwie i grafice późnego średniowiecza i renesansu oraz sztuce środkowoeuropejskiej XIX i XX wieku.

## Życiorys
W 1955 ukończyła historię sztuki na Wydziale Filozoficzno-Historycznym Uniwersytetu Jagiellońskiego w Krakowie (studia magisterskie 1950–1955). W 1959 obroniła na Wydziale Filozoficzno-Historycznym UJ doktorat (promotor prof. Karol Estreicher jr), a w 1969 – habilitację (tamże), zaś w 1977 uzyskała docenturę na Uniwersytecie Śląskim w Katowicach. Tytuł naukowy profesora nadzwyczajnego otrzymała 11 czerwca 1987, zaś profesora zwyczajnego – w 1996.
W latach 1958–1963 była asystentem technicznym w Muzeum Uniwersytetu Jagiellońskiego, zaś w 1963–1977 nauczycielem akademickim w Instytucie Historii Sztuki UJ, będąc starszym asystentem, a od 1966 – adiunktem. W 1977 przeszła na Uniwersytet Śląski w Katowicach, gdzie utworzyła na Wydziale Filologicznym Zakład Historii Sztuki (od 1981 w strukturze Wydziału Nauk Społecznych), którego była pierwszym kierownikiem – od 1978 do przejścia na profesorską emeryturę w 2003. Pracę dydaktyczną i naukową kontynuowała w latach 2006–2013 na Wydziale Nauk Społecznych i Technicznych Śląskiej Wyższej Szkoły Zarządzania im. gen. Jerzego Ziętka w Katowicach, gdzie była profesorem zwyczajnym i Kierownikiem Katedry Ochrony Dóbr Kultury.
Jest promotorką pięciu przewodów doktorskich:
- 1985 – Paulina Chmielewska: Fabryka porcelany Giesche w dwudziestoleciu międzywojennym. Zakład, ludzie, dzieła (Wydział Nauk Społecznych Uniwersytetu Śląskiego w Katowicach)[8],
- 1989 – Waldemar Odorowski: Architektura Katowic w latach 1922–1939 (Instytut Sztuki Polskiej Akademii Nauk w Warszawie)[9],

- 1991 – Barbara Szczypka-Gwiazda: Natura życia artystycznego woj. śląskiego w okresie międzywojennym 1921–1939 (Wydział Nauk Historycznych i Pedagogicznych Uniwersytetu Wrocławskiego)[2],
- 1996 – Irma Kozina: Rezydencje rejencji opolskiej w latach 1850–1914 jako wyraz koncepcji i poglądów kształtujących architekturę czasów historyzmu (Wydział Nauk Historycznych i Pedagogicznych Uniwersytetu Wrocławskiego)[2],
- 1999 – Jerzy Gorzelik: Etapy przemian sztuki barokowej w opactwie cysterskim w Rudach Wielkich koło Raciborza (Wydział Nauk Historycznych i Pedagogicznych Uniwersytetu Wrocławskiego)[2].

Recenzowała też wiele rozpraw doktorskich i habilitacyjnych.
Dwukrotnie była stypendystką Uniwersytetu Londyńskiego (w 1960 i 1970).

## Twórczość naukowa
Jest autorką około 150 opracowań naukowych dotyczących środkowoeuropejskiej sztuki i architektury XIX i XX wieku (głównie Górnego Śląska), malarstwa oraz grafiki późnośredniowiecznej i renesansowej, kultury artystycznej książki, ilustracji naukowej i emblematyki, jak również teorii sztuki.

### Ważniejsze publikacje[10]

#### Monografie autorskie
- Deutsche Bibelserien in der Holzstocksammlung der Jagellonischen Universität in Krakau, Baden-Baden: Heitz, 1961, ss. 210 (Studien zur Deutschen Kunstgeschichte, H. 321, ISSN 0081-7228).
- Dekoracja malarska ksiąg promotionum i diligentiarum Universytetu Jagiellońskiego XVI–XVIII wieku, Kraków: nakładem Uniwersytetu Jagiellońskiego, 1965, ss. 162 (Zeszyty Naukowe Uniwersytetu Jagiellońskiego, nr 95, ISSN 0860-0139, Prace z Historii Sztuki, z. 3, ISSN 0083-4424).
- Astronomische und astrologische Darstellungen und Deutungen bei kunsthistorischen Betrachtungen alter wissenschaftlicher Illustrationen des XV. bis XVIII. Jahrhunderts, Berlin: VEB Deutscher Verlag der Wissenschaften, 1967, ss. 143 (Veröffentlichungen des Staatlichen Mathematisch-Physikalischen Salons, Forschungsstelle, Dresden-Zwinger, Bd. 4) (na podstawie artykułów drukowanych w latach 1956–1963 w „Biuletynie Historii Sztuki”).
- Bayerische Bild-Enzyklopädie. Das Weltbild eines wissenschaftlich-magischen Hausbuches aus dem frühen 16. Jahrhundert, Baden-Baden: Verlag Valentin Koerner, 1982, ss. 304, ISBN 3-87320-358-8 (Studien zur deutschen Kunstgeschichte, H. 358, ISSN 0081-7228)[5].
- Architektura i urbanistyka Bielska-Białej 1855–1939, Katowice: Śląski Instytut Naukowy, 1987, ss. 387, ISBN 83-7008-050-2 (seria: Nieznane Piękno Sztuki Śląskiej),
  - Architektura i urbanistyka Bielska-Białej do 1939 roku. Miasto jako dzieło sztuki, Bielsko-Biała: Urząd Miasta, 1994, ss. 487, 12, ISBN 83-901390-0-6 (Biblioteka Bielska-Białej, nr 2, ISSN 1231-1650) (nowa wersja książki, znacznie poszerzona).
- Ratusz w Bielsku-Białej. Dzieło sztuki i pomnik samorządności 1897–1997, Bielsko-Biała: Urząd Miasta 1999, ss. 124, ISBN 83-901390-3-0 (Biblioteka Bielska-Białej, nr 9, ISSN 1231-1650).
- Sztuka Górnego Śląska od średniowiecza do końca XX wieku (współautorzy: Jerzy Gorzelik, Irma Kozina, Barbara Szczypka-Gwiazda), red. nauk. Ewa Chojecka, Katowice: Muzeum Śląskie 2004, ss. 711, ISBN 83-87455-77-6 (najważniejsze dzieło).
  - wyd. 2 popr., Katowice: Muzeum Śląskie, 2009, ss. 719, ISBN 978-83-60353-73-8.
- Silesia incognita. Architektura kościołów ewangelickich Górnego Śląska 1945–2017 (tło historyczne, forma, treści ideowe), Bielsko-Biała: Wydawnictwo Od.Nowa, 2020, ss. 167, ISBN 978-83-66720-22-0.

#### Inne autorskie
- Portret polski XVII i XVII wieku. Katalog wystawy. Galeria BWA Katowice, maj–czerwiec 1978, Katowice: Galeria Sztuki Współczesnej BWA, 1978, ss. 16, 18 tabl.
- Der armenische beitrag zum Orientalisierungsprozess der polnischen Kunst, w: II International Symposium on Armenian Art, 2, Yerevan 1978, Yerevan: Academy of Sciences of Armenian SSR, Institute of Arts, 1978, ss. 13 (artykuł).
- Ilustracja polskiej książki drukowanej XVI i XVII w., Warszawa: Krajowa Agencja Wydawnicza, 1980, ss. 46 (seria: ABC).
- Katalog zabytków sztuki w Polsce. Miasto Kraków,  cz. 4: Kazimierz i Stradom. Kościoły i klasztory, 1. [1], Tekst (Ewa Chojecka i współautorzy), pod red. Izabelli Rejduch-Samkowej i Jana Samka, Warszawa: Wydawnictwa Artystyczne i Filmowe, 1987, ss. XXVIII, 2, 177, ISBN 83-221-0237-2.
- Katalog zabytków sztuki w Polsce. Miasto Kraków,  cz. 5: Kazimierz i Stradom. Kościoły i klasztory, 2. [1], Tekst (Ewa Chojecka i współautorzy), pod red. Izabelli Rejduch-Samkowej i Jana Samka, Warszawa: Wydawnictwa Artystyczne i Filmowe, 1994, ss. XIV, 4, 145, ISBN 83-221-0636-X.
- Kościół św. Józefa w Zabrzu Dominikusa Böhma na tle krajobrazu artystycznego Górnego Śląska, Katowice: Muzeum Śląskie, 1999, ss. 38, ISBN 83-87455-06-7.

#### Redakcje monografii i materiałów konferencyjnych
- Z dziejów sztuki Górnego Śląska i Zagłębia Dąbrowskiego, pod red. Ewy Chojeckiej, Katowice: Uniwersytet Śląski, 1982, ss. 352, ISBN 83-00-00243-X (Prace Naukowe Uniwersytetu Śląskiego w Katowicach, nr 494, ISSN 0208-6336).
- Śląskie dzieła mistrzów architektury i sztuki, praca zbiorowa pod red. Ewy Chojeckiej, Katowice: Śląski Instytut Naukowy, 1987, ss. 212, ISBN 83-7008-047-2 (seria: Nieznane Piękno Sztuki Śląskiej, Silesiana).
- O sztuce Górnego Śląska i Zagłębia Dąbrowskiego XV–XX wieku. Sztuka Śląska odkrywana na nowo, pod redakcją Ewy Chojeckiej, Katowice: Muzeum Śląskie, 1989, ss. 121, ISBN 83-85039-10-4.
- Sztuka a natura. Materiały XXXVIII Sesji Naukowej Stowarzyszenia Historyków Sztuki, przeprowadzonej 23–25 listopada 1989 roku w Katowicach, red. nauk. Ewa Chojecka, Katowice: Oddział Górnośląski Stowarzyszenia Historyków Sztuki, 1991, ss. 465, ISBN 83-85039-89-9.
- O sztuce Górnego Śląska i przyległych ziem małopolskich, red. nauk. Ewa Chojecka, Katowice: Stowarzyszenie Historyków Sztuki. Oddział Górnośląski, 1993, ss. 380, ISBN 83-85039-91-0 (Biblioteka Oddziału Górnośląskiego Stowarzyszenia Historyków Sztuki, 2).
- Przestrzeń, architektura, malarstwo. Wybrane zagadnienia sztuki górnośląskiej, pod red. Ewy Chojeckiej, Katowice: Centrum Dziedzictwa Kulturowego Górnego Śląska, 1995, ss. 139, ISBN 83-85871-03-9.
- Sztuka Górnego Śląska na przecięciu dróg europejskich i regionalnych. Materiały V Seminarium Sztuki Górnośląskiej odbytego w dniach 14–15 listopada 1997 roku w Katowicach, red. nauk. Ewa Chojecka, Katowice: Muzeum Śląskie 1999, ss. 420, ISBN 83-47455-11-3.
- Marmur dziejowy / Historical marble. Studia z historii sztuki, red. Ewa Chojecka, Poznań: Wydawnictwo Poznańskiego Towarzystwa Przyjaciół Nauk, 2002, ss. 560, ISBN 83-7063-347-1 (Prace Komisji Historii Sztuki, Poznańskie Towarzystwo Przyjaciół Nauk, Wydział Nauk o Sztuce we współpracy z Uniwersytetem Wrocławskim, t. 32, ISSN 0079-466X).
- Katowice. Środowisko, dzieje, kultura, język i społeczeństwo, T. 1, pod red. Antoniego Barciaka, Ewy Chojeckiej, Sylwestra Fertacza, Katowice: Muzeum Historii Katowic, 2012, ss. 820, ISBN 978-83-87727-24-6.
- Katowice. Środowisko, dzieje, kultura, język i społeczeństwo, T. 2, pod red. Antoniego Barciaka, Ewy Chojeckiej, Sylwestra Fertacza, Katowice: Muzeum Historii Katowic, 2012, ss. 835, ISBN 978-83-87727-29-1.

#### Księga pamiątkowa
Profesor Ewie Chojeckiej zadedykowano księgę pamiątkową z okazji 50-lecia pracy naukowej: 
- Rozum i rzetelność są wsparciem jedynym. Studia z historii sztuki ofiarowane Ewie Chojeckiej, red. Barbara Szczypka-Gwiazda, Katowice: Muzeum Śląskie, 2006, ss. 295, ISBN 83-87455-49-0[10].

### Działalność w gremiach naukowych
W Polskiej Akademii Nauk jest od 2011 członkinią Narodowego Komitetu Historii Sztuki, a od 1990 przez 3 kadencje była członkinią Komitetu Nauk o Sztuce. W Oddziale PAN w Katowicach działa od 1981, będąc członkinią Komisji Urbanistyki i Architektury, Komisji Historycznej i Komisji Studiów nad Przyszłością Górnego Śląska.
Była współpomysłodawczynią spotkań roboczych polskich i niemieckich badaczy debatujących nad wspólnym dziedzictwem obu narodów.

## Działalność społeczna i polityczna
W Stowarzyszeniu Historyków Sztuki (SHS) była w latach 1979–1986 członkinią Zarządu Głównego, a od 1989 członkinią Głównej Komisji Ochrony Zabytków przy Zarządzie Głównym. Zainicjowała utworzenie w 1979 Oddziału Górnośląskiego SHS, zostając jego pierwszym Prezesem (1979–1982). W 1988 została Prezesem Komisji Roboczej Stowarzyszenia Historyków Sztuki, Stowarzyszenia Architektów Polskich i Towarzystwa Urbanistów Polskich ds. pomnika Marszałka Józefa Piłsudskiego i Powstańca Śląskiego w Katowicach. Dzięki niej sprowadzono w 1991 z Chorwacji do Katowic konny pomnik Józefa Piłsudskiego, dzieło Antuna Augustinčića z 1939, pozostawiony tam z powodu wybuchu II wojny światowej.
Była aktywną propagatorką idei reaktywowania Muzeum Śląskiego w Katowicach, a w latach 1980 (1981)–1986 członkinią Społecznego Komitetu Odbudowy Muzeum Śląskiego oraz od początku do 2013 członkinią, Przewodniczącą i Wiceprzewodniczącą Rady Muzeum Śląskiego. W 1993 zainicjowała wystawę pt. Oblicza sztuki protestanckiej na Górnym Śląsku, zorganizowaną przez Muzeum Śląskie. W latach 2007–2021 była również członkinią Rady Muzeum (Historycznego) w Bielsku-Białej.
W 1989 została jednym z 18 założycieli Związku Górnośląskiego oraz założycielką i członkinią pierwszego Zarządu Towarzystwa Szkolnego im. M. Reja w Bielsku-Białej. W latach 1989–1995 była Prezesem Oddziału Polskiego Towarzystwa Ewangelickiego w Bielsku-Białej.
Ponadto była członkinią Niezależnego Samorządnego Związku Zawodowego „Solidarność” (1981–1993), Komitetu Obywatelskiego w Bielsku-Białej (1989–1992), w którym pełniła funkcję wiceprzewodniczącej oraz Komitetu Obywatelskiego przy Lechu Wałęsie (1990–1992).

## Ordery, odznaczenia, nagrody i uhonorowania
- Krzyż Kawalerski Orderu Odrodzenia Polski (1989)[5]
- Anton-Springer-Medaille, Karl-Marx-Universität Leipzig (1973)[5]
- I nagroda Stowarzyszenia Historyków Sztuki (1964)[5]
- Nagroda im. Karola Miarki (1991)[5][19]
- IKAR – Nagroda Prezydenta Miasta Bielska-Białej w dziedzinie kultury i sztuki (1996, „za wybitną dotychczasową działalność”)[20]
- Śląski Szmaragd – wyróżnienie przyznawane przez diecezję katowicką Kościoła Ewangelicko-Augsburskiego (2005)[13]
- Nagroda im. ks. Augustina Weltzla „Górnośląski Tacyt” (2006, za redakcję monografii Sztuka Górnego Śląska od średniowiecza do końca XX wieku)[21]
- Nagroda Kulturalna im. Georga Dehio (2013, Nagroda Główna za dokonania w badaniach i popularyzacji historii sztuki Górnego Śląska jako części europejskiego dziedzictwa kulturowego)[22]
- Członek Honorowy Stowarzyszenia Historyków Sztuki (2022)[23]
- Nagroda Kulturalna Śląska (2024)[24]
- Złoty Medal "Zasłużony Kulturze Gloria Artis"[25]

## Życie prywatne
Jest córką Stefana Chojeckiego i Sabiny z domu König, pochodzących z Wielkopolski. Od urodzenia mieszka w Bielsku (w Olszówce Dolnej). Jest ewangeliczką konfesji augsburskiej. Interesuje się muzyką i ogrodnictwem.